# Julie Prudence Nigna Somda
Pour les articles homonymes, voir Somda.
Julie Prudence Nigna née Somda, née à Bobo-Dioulasso au Burkina Faso, est une magistrate de formation et ancienne ministre des droits humains et de la promotion civique burkinabé.

## Biographie
Son père, Nurukyor Claude Somda est enseignant à l'Université de Ouagadougou et ancien ministre du pays. Après avoir obtenu son baccalauréat série D au Collège Notre Dame de Kologh-Naba, elle s’inscrit à la faculté des sciences juridiques et politiques de l’Université de Ouagadougou où elle valide sa licence en droit privé.

## Carrière
Le 3 janvier 2013, elle est nommée Ministre des Droits humains et de la Promotion civique de janvier 2013 après avoir été Secrétaire générale du ministère des Droits humains et de la Promotion civique pendant presque un an. Dans ce cadre, elle lance le 24 avril 2014 la « caravane du civisme » qui traverse 12 des 13 régions du pays pour aider les populations à prendre conscience de ses droits et devoirs de citoyens.
Sous son mandat est votée la loi no 011-2014 le 17 avril 2014 « portant répression de la vente d'enfants, de la prostitution des enfants et de la pornographie mettant en scène des enfants »  à l'Assemblée nationale. Cette loi est adoptée à l'unanimité par les 106 membres de l'Assemblée présents ce jour-là. Quelques semaines plus tard, Julie Nigna Somda propose une loi portant définition, prévention et répression de la torture et pratiques assimilées dont 138 sur 165 recommandations sont acceptées et votées.
En mars 2014, elle part à Genève avec le Ministre des Affaires étrangères et de la Coopération régionale Djibrill Bassolé assister à la session ordinaire du Conseil des droits de l'homme des Nations unies pour remettre deux rapports et annoncer l'acceptation des recommandations de l'ONU et leur mise en place dans le pays. Elle quitte son poste lors de l'insurrection populaire d'octobre 2014 qui fait chuter le gouvernement du président en poste, Blaise Compaoré.
En 2016, Julie Nigna est nommée à la Cour d'appel de Ouagadougou au poste de conseillère.